# Радо, Шандор (психолог)
Шандор Радо (венг. Radó Sándor; 8 января 1890, Кишварда — 14 мая 1972, Нью-Йорк) — венгерский и американский психоаналитик.
По словам Питера Гая, «Будапешт породил одни из самых выдающихся талантов аналитической профессии: помимо Ференци, в их число входили Франц Александер и Шандор Радо».
Радо известен тем, что ввел термин «шизотип» в 1956 году как сокращение от «шизофренического фенотипа». Его труды сыграли основополагающую роль в современной концептуализации шизотипии и генетической этиологии шизофрении и психоза.

## Биография
Родился в 1890 году в Кишварде в еврейской семье. Получив квалификацию врача, Шандор Радо познакомился с Зигмундом Фрейдом в 1915 году и решил стать психоаналитиком. Сначала он был проанализирован бывшим анализантом Фрейда Э. Ревесом, а затем, после переезда в Берлин, Карлом Абрахамом. Среди его выдающихся анализантов были Вильгельм Райх и «Хайнц Хартманн, самый выдающийся среди эго-психологов».
После большевистской революции в Венгрии «Радо имел некоторое влияние на новых хозяев, и именно он продвинул […] Ференци в должность первого университетского профессора психоанализа». Смена режима привела ко второму переезду Шандора в Берлин, где после смерти Абрахама Эрнест Джонс предложил Радо (среди прочих) «заменить его в [Секретном] комитете». Хотя этого так и не произошло, Радо быстро «стал известен как выдающийся теоретик»
В Соединенных Штатах он сыграл важную роль в относительно сложном создании «Центра психоаналитической подготовки и исследований Колумбийского университета, который в 1944 году был болезненно „вырван“ из Нью-Йоркского Психоаналитического центра в результате жестокого раскола». После этого «некогда активный член центрального руководящего органа психоанализа, Радо теперь жил на периферии организации».

## Труды
Шандор Радо был «ясным ученым и лаконичным писателем в выбранной им области. Среди его собранных статей нет ни одной более двадцати страниц — это необычно для психоаналитика — […] его труды чётки и ясны».

### Ранние сочинения
Радо опубликовал одиннадцать психоаналитических статей между 1919 и 1942 годами. Возможно, самой важной из них была статья 1927 года «Проблема меланхолии», в которой «были найдены решения важных и актуальных проблем, до сих пор не решённых». Отто Фенихель считал что «статья Радо [1928 года] разоблачила самообвинения как амбивалентное снисхождение к (самому объекту, а также) суперэго», и что «дифференциация „хороших“ (то есть защиты) и „плохих“ (то есть наказания) аспектов суперэго была использована для прояснения целей депрессивных механизмов».
Радо также написал основополагающие статьи по вопросу зависимости: «Его концепция „пищевого оргазма“, которая заменила генитальное превосходство в фармакотимии, широко цитировалась». Радо видел корни зависимых личностей в попытках «удовлетворить архаичное оральное желание, которое является сексуальным желанием, требовавшем безопасности, а также в потребности в поддержании самооценки одновременно […] обоих партнеров […] являются для них не чем иным, как доставщиками запасов».

### Адаптационная психодинамика
Работа Радо «завершается его трудами по „адаптационной психодинамике“, […] кратким переформулированием того, что стало известно как анализ эго». В них он дальновидно «критикует исключительную озабоченность терапевта проблемой прошлого пациента и пренебрежение его настоящим». Среди прочего «по всем этим пунктам Радо намного опередил свое время».
Однако в этих поздних работах «один из его коллег почувствовал, что Радо ввел ненужные неологизмы для […] традиционно санкционированных терминов, например, „гедонистическое саморегулирование“ для „принципа удовольствия“», тем самым способствуя собственной профессиональной изоляции.